# Vladislav Galgonek
Vladislav Galgonek (* 14. května 1946 Český Těšín) je český profesionální fotograf a fotoreportér.

## Život
Vladislav Galgonek pochází z vesnice Horní Žukov, kde prožíval své dětství a kde si vybudoval kladný vztah k přírodě, což ho provází během osobního i pracovního života. Svůj první fotoaparát dostal od strýčka k Vánocům v šesté třídě, což pro něj bylo osudovým okamžikem. Zajímalo ho nejen focení, ale i jak fotografie vzniká, a tak si udělal v koupelně vlastní amatérskou fotokomoru a první vlastnoručně vyrobené snímky mu přinášely nesmírnou radost. Aby se rozvíjel, přihlásil se do fotokroužku a pořídil si lepší fotoaparát, dvouokou zrcadlovku Flexaret. Zatímco maminka chtěla, aby se přihlásil do studií a veterináře, Galgonka to táhlo k fotografii a tak se zkusil neúspěšně přihlásit na FAMU. Po neúspěchu šel studovat na střední školu zemědělsko-technickou v Českém Těšíně, kde se dále rozvíjel a setkával se s prvními známými fotografy. S focení neustal ani na vojně v Mladé Boleslavi, kde sloužil jako zdravotník. Po službě nastoupil do chemických závodů v Ostravě, jelikož v zemědělství pokračovat nechtěl. Protože už věděl, že se chce fotografii věnovat naplno, při práci absolvoval v letech 1967–1969 obor výtvarné fotografie na Lidové konzervatoři. V roce 1971 začal profesionálně fotografovat jako výtvarník fotograf v Dole Odra v Ostravě. Od 1. února 1973 začal pracovat pro ČTK Praha, kde se stal fotoreportérem pro olomouckou oblastní redakci. S ČTK zůstal spolupracovat i v důchodu. V letech 1981-1985 vystudoval obor reportážní fotografie na FAMU, kam se jako mladý neúspěšně hlásil. V ČTK v olomoucké redakci byl mimo hlavní politické dění, což mu umožnilo se věnovat fotografii a neřešit politické záležitosti. Po revoluci potom vznikl ještě větší prostor pro práci, když se rozvolnila přísná pravidla minulého režimu – mohlo se například nově zpracovávat zpravodajství z nehod, neštěstí, požáry, kalamitní situace, církevní záležitosti nebo erotika. Hodně ho bavila církevní tematika a jakákoliv tematika, která mu umožnila udělat nějaký unikátní záběr. Naopak ho velmi tížila tematika živelních pohrom, kdy musel stát tváří v tvář neštěstí lidí, kteří například přicházeli o své domy. Fotografoval mimo Česka i v zahraničí.
Zúčastnil se řady výstav a soutěží v Česku i v zahraničí zejména se skupinou H 70, uspořádal mnoho autorských výstav. Je členem Unie výtvarných umělců ČR a výtvarné skupiny STŘET 2001. Pro dobré fotografie dokázal vyvinout značné nasazení a dostávat se na poměrně nebezpečná místa. Fotografoval známé osobnosti, jako byl například papež Jan Pavel II. nebo prezident Václav Havel. Jeho snímky byly ceněné v Česku i v zahraničí a získaly mnohá ocenění včetně cen Czech Press Photo. V červnu 2007 mu byla udělena Cena města Olomouce za rok 2006 v oblasti výtvarné umění, fotografie.
Nejraději má klasickou fotografii včetně vyvolávání a zpracování a přechod k digitální fotografii nesl těžce. Více ho těší černobílá fotografie – ta mu přijde přirozenější než barevná, která podle něj jako by kradla ducha fotografie. Patří k fotografům, kteří dělají spíše méně, zato promyšlenějších fotek. Fotografuje i v soukromí, což mu přináší odreagování. V soukromí fotografuje přírodu, která mu zprostředkovává protiváhu k pracovním reportážím.
Dvakrát se oženil, z prvního manželství má syna Davida, z druhého dceru Terezii.

## Autorské výstavy
Od 70. let vystavoval:
- Hukvaldy 1976
- Uničov 1984
- Jeseník 1985
- Uničov 1987
- Havířov 1992
- Šternberk 1992
- Olomouc 1990
- Olomouc 1996
- Olomouc 1999
- Mohelnice 2001
- Olomouc 2004
- Olomouc 2006